# Петух и Жемчужное зерно
«Петух и жемчужное зерно» — басня И. А. Крылова, впервые опубликованная в 1809 году в сборнике «Басни». Фабула басни построена на том, что петух, найдя жемчужину, не видит в ней ценности. Басня породила в народе пословицу «Петуху ячменное зерно дороже жемчужины», которую в сборник пословиц включил В.И. Даль.

## История басни
Данная басня относится к переработанному произведению Лафонтена «Петух и Жемчужина», которая опирается на басню Федра «Цыплёнок к жемчужине». Многие авторы перекладывали данную басню на свой лад, но на их фоне ещё больше сияет гениальность Крылова. А. Д. Галахов пишет:
```
"Заимствованные сюжеты обрабатывал он сообразно представлениям русского человека, почему и имел право причислять свою обработку к оригинальным созданиям".
[
1
]
```

Тот текст басни, который мы сейчас читаем был окончательно оформлен только в 1815. В течение шести лет автор менял текст, но полностью все изменения текста проследить невозможно, потому что черновики Иван Андреевич не хранил. В. Ф. Кеневич, отмечал:
```
"Известно, что Крылов был к себе несравненно строже, чем его читатели; он по многу раз переписывал одну и ту же басню, всякий раз переделывал её и удовлетворялся только тогда, когда в ней не оставалось ни одного слова, которое, как он выражался, “ему приедалось”".
[
2
]
```

Кеневич приводит изменения изречений петуха, который изначально, в 1809-11 годах, излучал меньше самодовольства и наглости:
```
"Ну что за прибыль, что на взгляд
Ячменнова зерна собою повиднее;
Я право в двое был бы рад,
Когда бы что-нибудь здесь вырыл посытнее".
[
3
]
```

## Значение басни
Намёк на значение басни виден уже в самом названии, где «вынесены корреляты препозитивных сравнений». Значение басни довольно прозрачно и заключено в последних строчках басни:
```
"Невежи судят точно так:
В чем толку не поймут,
То все у них пустяк".
[
5
]
```

Именно мораль делает данную басню оригинальной и отличает её от других авторов и текста-опоры. Предельно ясно отношение автора к поведению петуха из данных строк. Автор не смеётся над петухом, а просто констатирует факты, наблюдая со стороны. В. В. Коровин так оценивает персонажа данной басни: «В своей узкой практичности он не способен посмотреть на Жемчужное зерно иначе, чем с досягаемой и единственно верной для Петуха высоты мелкого эгоизма. Все, что выходит за пределы его личного интереса, он самодовольно порицает. Ему просто недоступна более широкая точка зрения, и он объявляет её глупой, как и непригодную ему находку».

## Критика
В. Г. Белинский отнёс басню «Петух и жемчужное зерно» к разряду произведений, в которых автор «хотел быть просто моралистом и которые слабы по рассказу». Но в то же время данный критик высоко ценил творчество Крылова, отмечая, что тот передал в своих произведениях дух всего народа и жизни миллионов.
Д. И. Тихомиров про басню «Петух и жемчужное зерно» пишет, что невежда, который не знает цену чему-либо безобиден, «его невежество вредит лишь ему самому».
Современные авторы, которые занимались изучением творчества автора, приходят к такому заключению о басне: «…Невежество само по себе ещё не так смешно, когда оно бывает скромно и когда невежда не старается выказать себя, берясь за дело, которое не по его разуму. За то заслуживает невежда жестокой насмешки, когда он, не понимая дела, берётся о нём рассуждать и вкривь и вкось, толкуя при этом такой вздор, что уши вянут и высказывая тем своё полнейшее невежество. Такие наглядные примеры приведены в баснях „Осёл и Соловей“ и „Петух и Жемчужное Зерно“.»

## Архитектура
- Памятник И. А. Крылову в городе Тверь. В ансамбль памятного комплекса входят горельефы с изображением сюжетов басен, в том числе басни «Петух и жемчужное зерно». Над памятником работали скульпторы: Сергей Шапошников, Дмитрий Горлов и Николай Донских. Точный адрес: г. Тверь, наб. Реки Тьмаки, д. 31
- Памятник И. А. Крылову в Летнем саду в Санкт-Петербурге. Пьедестал трёхметровой скульптуры украшен бронзовыми фигурами из басен, в том числе петухом. Скульптор П. К. Клодт. Точный адрес: г. Санкт-Петербург, Набережная Кутузова, Летний сад